# 年正
年正（としまさ、生没年不詳）とは、明治時代の大阪の浮世絵師。

## 来歴
月岡芳年の門人、大阪の人。明治31年（1898年）建立の月岡芳年翁之碑に「芳年門人」として「年正」の名がみられる。作は明治10年（1877年）に西南戦争を描いた大判3枚続の錦絵「明治十年七月日薩新報」が知られる。版元は大阪の前田喜次郎である。